# Clessé (Deux-Sèvres)
Clessé – miejscowość i gmina we Francji, w regionie Nowa Akwitania, w departamencie Deux-Sèvres.
Według danych na rok 1990 gminę zamieszkiwały 924 osoby, a gęstość zaludnienia wynosiła 32 osób/km² (wśród 1467 gmin regionu Poitou-Charentes Clessé plasuje się na 338. miejscu pod względem liczby ludności, natomiast pod względem powierzchni na miejscu 188.).